# Markku Kanerva
Pour les articles homonymes, voir Kanerva.
Markku Kanerva, né le 24 mai 1964 à Helsinki en Finlande, est le sélectionneur national de l'équipe de Finlande de football. C'est un footballeur finlandais, qui évoluait au poste de défenseur de 1983 à 1998.
Durant sa carrière, il évolue dans trois équipes dont principalement le HJK (13 saisons) avec lequel il dispute la Ligue des Champions. Il a une brève expérience à l'étranger, en Suède, à l'IF Elfsborg. 
Avec la sélection nationale, il reçoit cinquante-neuf capes, dont 55 officielles.
En tant que sélectionneur, il emmène la Finlande en phase de poule de l'UEFA Euro 2020. Une première pour la sélection puisqu'elle n'avait jusque-là joué aucune compétition internationale.

## Biographie

### Carrière de joueur

#### En club
Avec le club du Helsingin Jalkapalloklubi, il remporte cinq championnats de Finlande, trois Coupes de Finlande et enfin trois Coupes de la Ligue.
Avec cette même équipe, il joue 18 matchs en Ligue des champions. Lors de cette compétition, il inscrit un but face au FC Porto.
Il dispute un total de 298 matchs en première division finlandaise, inscrivant 29 buts dans ce championnat.

#### En équipe nationale
Il reçoit 59 sélections (55 officielles) en équipe de Finlande entre 1987 et 1995.
Il reçoit sa première sélection officielle le 9 septembre 1987 contre la équipe de Tchécoslovaquie et sa dernière le 6 septembre 1995 contre l'équipe d'Écosse. Le 30 janvier 1994, il inscrit un but face à l'équipe d'Oman. C'est son seul but en équipe nationale.
Il porte à deux reprises le brassard de capitaine, lors de l'année 1994.

### Carrière d’entraîneur

#### En club
Il commence en 2001 en tant qu'entraîneur adjoint au HJK, où il sert Jyrki Heliskoski et Keith Armstrong.
Il fait ses débuts d'entraîneur en chef en 2003 au FC Vikings.
L'année suivante, il devient entraîneur de l'équipe de Finlande espoirs et participe au Championnat d'Europe Espoirs 2009 en Suède.

#### Sélectionneur national
En 2011, il devient entraîneur adjoint de la sélection nationale, et assure l'intérim pendant deux matchs au printemps 2011.
Le 12 août 2015, il est nommé sélectionneur national par intérim, après le limogeage de Mixu Paatelainen le 14 juin 2015, à la suite de la défaite face à la Hongrie lors des éliminatoires du Championnat d'Europe de football 2016. Il sera remplacé le 1er janvier 2016 par Hans Backe.
Le 15 novembre 2019, après une victoire 3-0 contre le Liechtenstein, il est le premier sélectionneur à qualifier la Finlande pour une compétition internationale.

## Palmarès

### En club
HJK
- Championnat de Finlande :
  - Vainqueur en 1985, 1987, 1988, 1990 et 1997

- Coupe de Finlande :
  - Vainqueur en 1984, 1996, 1998

- Coupe de la Ligue :
  -     -       -         -           -             -               -                 -                   -                     -                       -                         -                           -                             - Vainqueur en 1994, 1996web de troisième et , 1998

### Distinctions Individuelles
- Élu entraîneur de l'année en 2009